# Langdale Ferry Terminal
Das Langdale Ferry Terminal ist ein Fährhafen in der Nähe der Kleinstadt Gibsons in der kanadischen  Provinz British Columbia im Regionaldistrikt Sunshine Coast an der Westseite des Howe Sounds. Der Tidenhub beträgt hier im Regelfall zwischen 1 und 5 Meter. Für den Regionaldistrikt Sunshine Coast stellt die Fährverbindung von hier nach Vancouver die einzige Verbindung zum Festland dar, obwohl der Distrikt selbst auf dem Festland liegt. Am Fährhafen beginnt die Route des Highway 101, welche von hier nach Lund Richtung Norden führt.
Von den drei Anlegern sind zwei der Anleger für die Fahrzeugfähren, während am dritten Anleger nur die Personenfähren anlegen können.
BC Ferries (ausgeschrieben British Columbia Ferry Services Inc.), als der Hauptbetreiber der Fährverbindungen an der Westküste von British Columbia, betreibt von hier aus verschiedene Routen.

## Routen
Von hier werden folgende Ziele angelaufen:
- nach West Vancouver über (Horseshoe Bay)
- nach Keats Island
- nach Gambier Island

Während auf der Verbindung nach Vancouver auch der Transport von Fahrzeugen erfolgt, sind Verbindungen nach Keats Island und Gambier Island ausschließlich Personenfähren. Die Verbindungen nach Keats Island und Gambier Island werden nicht durch BC Ferries selbst bedient, sondern durch Kona Winds Yacht Charters Ltd.

## Verkehrsanbindung
Das Fährterminal ist an den öffentlichen Personennahverkehr und damit sowohl an Gibsons wie auch das weiter die Küste hinaufgelegene Sechelt durch das „Sunshine Coast Transit System“ angebunden, welches von BC Transit in Kooperation betrieben wird.